# اس‌اس بردا
اس‌اس بردا (به انگلیسی: SS Breda) یک کشتی بود که طول آن ۱۲۲٫۶۹ متر (۴۰۲ فوت ۶ اینچ) بود. این کشتی در سال ۱۹۲۱ ساخته شد.